# مایکل بیتس
مایکل بیتس (انگلیسی: Michael Bates؛ ۴ دسامبر ۱۹۲۰ – ۱۱ ژانویهٔ ۱۹۷۸) هنرپیشه اهل بریتانیا بود. وی بین سال‌های ۱۹۵۳ تا ۱۹۷۷ میلادی فعالیت می‌کرد.
از فیلم‌هایی که وی در آن نقش داشته است، می‌توان به در انتهای دوران میانسالی، پرتقال کوکی، پاتون، جنون، مسحور و نبرد بریتانیا اشاره کرد.